# Saalfeld (Adelsgeschlecht)

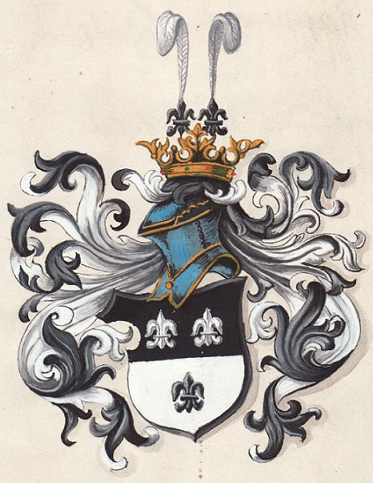
Wappen derer von Salfeld I.

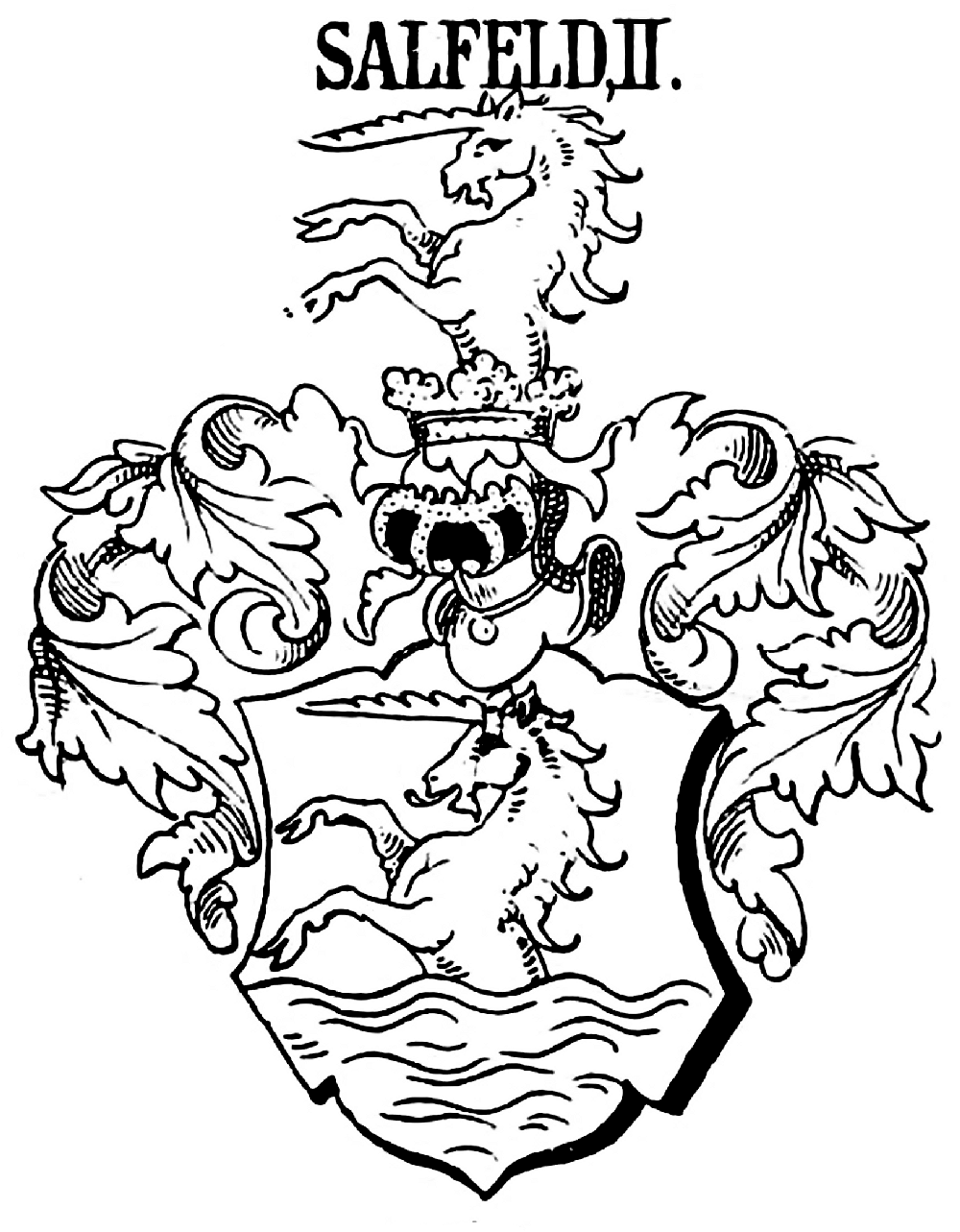
Wappen derer von Salfeld II.

Die Herren von Saalfeld / Salveldt waren ein mittelalterliches und neuzeitliches, thüringisches Ritter- und Ministerialengeschlecht, das seinen Stammsitz in Clingen hatte, aber auch darüber hinaus (u. a. in Westgreußen) begütert war.

## Geschichte
Der Ursprung dieses Adelsgeschlechtes ist in Dunkel gehüllt, auch ist über den Stammort der Familie nichts bestimmtes bekannt. Möglicherweise soll im Dorf Salfeld bei Mühlhausen in Thüringen die Wiege des Geschlechtes gestanden haben. Darüber fehlt jedoch jeglicher urkundlicher Beweis. In der einschlägigen Literatur werden über die Familie nur sehr kurze Notizen gegeben, die mit wenig Ausnahmen fast gleich lauten.
Hellbachs Adels-Lexikon verzeichnet:
„Saalfeld, Salfeld, Salevelt, eine alte Thüringische und insbesondere eine Schwarzburgische adlige Familie, deren Güter in Clingen und Westgreußen lagen. Im Jahre 1575 kommt Friedrich von Salveld in Urkunden vor.“
In dem großen Universallexikon von den Durchlauchten und den berühmtesten Geschlechtern in der Welt, Vol. XXXIII, verlegt von Johann Heinrich Zedler Leipzig und Halle 1742, sowie auch im Lexikon von Johann Friedrich Gauhe wird über die Familie nur kurz folgendermaßen gleichlautend berichtet:
„Salveld, Saalfeld eine adlige Familie in Thüringen, allwo ihr alter Stammsitz Klingen im Schwarzburgischen gelegen ist.“
In: Johann Siebmacher, großes allgemeines Wappenbuch, Herausgegeben von George Adalbert von Mülverstedt – Abgestorbener Adel der Provinz Sachsen – wird die Familie von Salfeld etwas ausführlicher behandelt und zwar wie folgt:
Die Genealogie der, oder der beiden Geschlechter dieses Namens, denn es liegen zwei verschiedene Wappen vor, welche auf mehr als ein Geschlecht dieses Namens deuten, ist noch durchaus näher zu erforschen und festzustellen. Sicher ist, dass es ein alt ritterliches Geschlecht von Saalfeld I im Schwarzburgischen gegeben hat, wo ihnen Rittersitze zu Klingen in Westgreußen und auch in Greußen selbst gehörten. Ob die folgenden Träger dieses Namens sämtlich zu dieser Familie gehören oder nicht, auch einige zu der, welche das Wappen Saalfeld II führt, wird zu untersuchen bleiben.
Adolf von Saalfeld besaß 1586 Westerengel im Amt Weissensee, er hatte einen Bruder Christoph, der 1555 genannt wird und wohl nicht identisch ist mit Christoph von Salfeld auf Ober Schmon, welcher 1612 ein Rittergut zu Odersleben (Schwarzburgisches Lehn) kaufte und mehrere Vettern damals am Leben hatte, die zum Teil auf Klingen und Rembda saßen.
Die Familie von Saalfeld (I) war mehrfach verschwägert mit den thüringischen Familien Kämmerer von Fahnern, von Milwitz, von der Sachsen, von Tennstedt und von Ziegler. Die Familie von Saalfeld (II) wird 1746 mit ihrem Wappen und dem Namen „v. Sahlfelt“ unter der Ritterschaft des Königreichs Schweden geführt.

## Wappen
Saalfeld I: Der Schild ist von Schwarz über Silber geteilt darin oben zwei unten eine Lilie mit wechselnder Tinktur. Auf dem gekrönten Helm mit schwarz-silbernen Helmdecken, eine schwarze und eine silberne Lilie, jede oben mit einer Straußenfeder verwechselter Farbe besteckt.
Saalfeld II: Der Schild zeigt ein aus Wellen hervorwachsendes Einhorn. Der gekrönte Helm mit hervorwachsendem Einhorn. Die Tingierung wird häufig nicht angegeben, im Wappenbuch der schwedischen Ritterschaft und des Adels von 1746 wird jedoch ein roter Schild mit silbernen Wellen und silbernem Einhorn gezeigt. Der Helm ist dort nicht gekrönt und das Einhorn im Kleinod wird von einem geviertelten Flug in silber und rot begleitet.

## Siegel
Die ältesten wenigen, noch vorhandenen Siegel zeigen entweder ein Schild mit drei Lilien 1:2 oder den Kübelhelm mit zwei Lilien. So siegelte: Hannes de Salveld der ältere in einer Urkunde vom 10. Mai 1363 (Gesamtarchiv zu Weimar Reg. pag. 621). Das 2,5 Zentimeter große Siegel besteht aus graugrünem Wachs, enthält einen Kübelhelm mit Decke auf gewecktem Grunde, oberhalb desselben auf beiden Seiten je eine Lilie und mit der Aufschrift versehen: Hannis de Salve. Befestigt ist es an der Urkunde durch einen Pergamentstreifen. Das Siegel ist beschädigt und zerbröckelt.
Heinrich von Salveld siegelte eine Urkunde von 19. November 1373 in der Universitätsbibliothek, Originalpergament Nr. 18. Das wohlerhaltene kleine Siegel hängt an der Urkunde mittelst eines Pergamentstreifens und besteht aus olivfarbigem Wachs, mit der Umschrift des Ausstellers versehen und enthält 3 Lilien, 2 oben, von denen die linke ein wenig gedrückt ist und 1 unten.
Johann Georg von Salveld siegelt eine Originalurkunde von Papier im Staatsarchiv zu Weimar 1620 (Reg. Fol. 349 Nr. 22) Ring oder Petschaftabdruck auf mit Papier überzogener Oblate oder Wachs. Schild: 3 Lilien 1:2, 2 seitwärts nickende Federn.
Eine Urkunde im Magdeburger Staatsarchiv, Abteilung Erfurt XXIV vom 27. Februar 1407, Originalpergament mit gut erhaltenem Siegel ist von Hans von Salveld, Bürger von Erfurt, gesiegelt. Es ist unbekannt, ob das Lilienwappen oder das Ankerwappen in Frage kommt. Im letzteren Falle dürfte Hans von Salveld auf der Bülze der Aussteller sein.

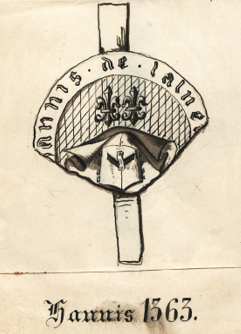
Siegel hannis 1363.

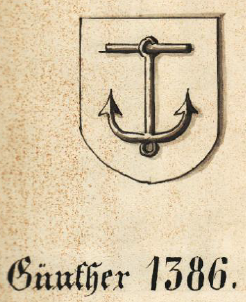
Siegel Günther 1386

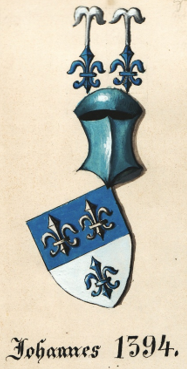
Siegel Johannes 1394

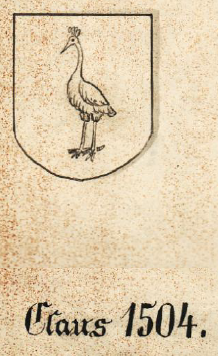
Siegel Claus 1504

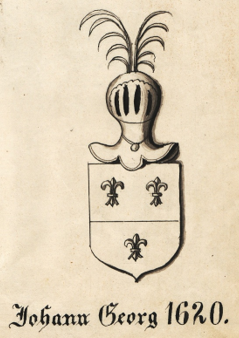
Siegel Johann Georg 1620

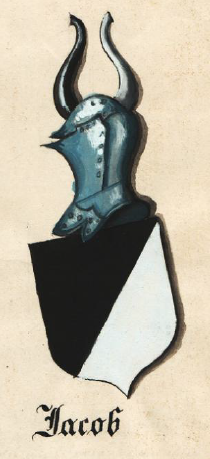
Siegel Jacob

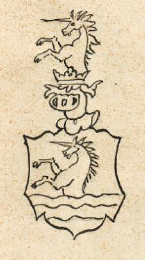
Siegel Saalfeld II.

## Personen
- Anna von Salveld, mit Hanken von Nostitz zu Birstein vermählt. Sie war Hofmeisterin am Isenburg’schen Hof
- Emanuel Christoph von Saalfeld (1794–1878), Amtsarchivar und Genealoge in Weimar
- Erhard Wilhelm von Salveld (1612), Hofjägermeister des Grafen Wolfgang Ernst I. von Isenburg
- Lerke von Saalfeld (* 1944), deutsche Kulturjournalistin
- Richard Robert Hubert von Saalfeld (1856–1925), Handschuhfabrikant in Weimar
- Rudolf von Salveld, Getreuer des Herzogs August von Sachsen
- Sabine von Salveld, Gemahlin des Grafen Wolfgang Ernst I. von Isenburg-Büdingen-Birstein (1560–1633)
- Wolf von Saalfeld brachte um 1173 das Christentum in die Lausitz